# Königsliste von Medinet Habu
Der Totentempel von Ramses III. in Medinet Habu enthält eine Liste von Pharaonen des Neuen Reiches. Die Inschriften ähneln stark der Königsliste vom Ramesseum, die eine ähnliche Szene von Ramses II. darstellt, die als Vorlage für die Szenen verwendet wurde.

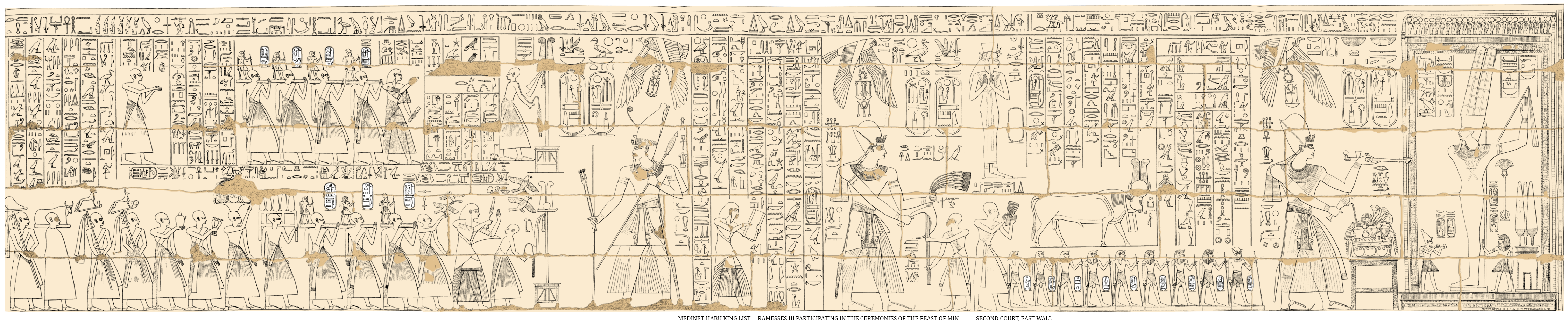
Die Königsliste von Medinet Habu vom Epigraphic Survey

## Szene
Die Szene zeigt Ramses III., wie er an den Zeremonien des Min-Fests teilnimmt, wo Statuen von Ahnenkönigen in einer kunstvollen Prozession getragen werden, um Min Opfergaben darzubringen. Sie enthält 16 Kartuschen mit den Namen von neun Pharaonen, die in zwei Teile geteilt sind.

## Geschichte
Der spärliche Umriss der Szene wurde 1802 von Dominique-Vivant Denon veröffentlicht, der von 1798 bis 1801 an Napoleon Bonapartes ägyptische Expedition teilnahm und 1809 eine etwas detailliertere Szene veröffentlichte. Dreißig Jahre später wurde die vollständige Szene einschließlich der Kartuschen der Könige 1837 von John Gardner Wilkinson veröffentlicht, gefolgt von Jean-François Champollion und Karl Richard Lepsius. Alle Ausgaben des 19. Jahrhunderts enthalten Auslassungen und Fehler, aber 1940 veröffentlichte der Epigraphic Survey die endgültige (und vollständige) Wiedergabe der Szene.

## Die in der Liste erwähnten Könige
Die Szene ist zweigeteilt, auf der linken Seite werden sieben Ahnenstatuen in einer Prozession getragen. Die rechte Seite wird von neun Königen angeführt.
| Linke Prozession | Linke Prozession | Linke Prozession        | Rechte Prozession | Rechte Prozession | Rechte Prozession         |
| ---------------- | ---------------- | ----------------------- | ----------------- | ----------------- | ------------------------- |
| #                | Pharao           | Inschrift (Thronname)   | #                 | Pharao            | Inschrift (Thronname)     |
| 1                | Ramses III.      | Usermaatre-meryamun     | 8                 | Ramses III.       | Usermaatre-meryamun       |
| 2                | Sethnacht        | Userkhaure-meryamun     | 9                 | Sethnacht         | Userkhaure-meryamun       |
| 3                | Ramses II.       | Usermaatre-setepenre    | 10                | Sethos II.        | Userkheperure-setepenre   |
| 4                | Merenptah        | Baenre-meryamun         | 11                | Merenptah         | Baenre-meryamun           |
| 5                | Ramses III.      | Usermaatre-meryamun     | 12                | Ramses II.        | Usermaatre-setepenre      |
| 6                | Sethnacht        | Userkhaure-meryamun     | 13                | Sethos I.         | Menmaatre                 |
| 7                | Sethos II.       | Userkheperure-setepenre | 14                | Ramses I.         | Menpehtyre                |
|                  |                  |                         | 15                | Haremhab          | Djeserkheperure-setepenre |
| 16               | Amenophis III.   | Nebmaatre               |                   |                   |                           |